# 路易斯·加西亞·梅薩
路易斯·加西亞·梅薩（西班牙語：Luis García Meza，1929年8月8日—2018年4月29日）是一位玻利維亞將軍，1980年至1981年擔任玻利維亞臨時總統。

## 生平
1952年，路易斯·加西亞·梅薩从军事学院毕业。他被視為玻利维亚军方右翼派系人物，而且路易斯·加西亞·梅薩对當時玻利維亞恢复文官统治有所不满。1980年，他與其他一些人發動政變，之後路易斯·加西亞·梅薩出任總統。他上台後宣布玻利維亞所有政党均為非法，驅逐反对派领导人，镇压工会并控制新闻。2018年因心臟病去世。